# حزب السادات الديمقراطي
حزب السادات الديمقراطي هو حزب سياسي مصري أسسه عفت السادات.وافقت لجنة شئون الأحزاب علي تأسيسه في 29 يناير 2014م.

## الأهداف والمبادئ

### الأهداف
- الحفاظ علي الهوية المصرية وصيانتها من أي فكر يخرج بها عن قوميتها وعروبتها وأفريقيتها وأنها دولة أسلامية مدنية.
- المساهمة في إثراء الحياة الحزبية في جمهورية مصر العربية بشكل جديد يبتعد عن الأستقطاب الراهن.
- العمل الجاد والواضح للأنتقال بمصر إلي أفاق القرن الحادي والعشرون دون وعود براقة ولكن بتعظيم قيمة العمل الجاد المنتج والمشروعات القومية القابلة للتطبيق، وفق خطط واضحة ومدروسة من قبل المتخصصين.

دفع العمل الديمقراطي بمعايير تحقق صالح الوطن ووحدة الأرض دون تمييز.
- العمل علي أن تحتل مصر موقعها الرائد في محيطها العربي وقارتها الأفريقية وعالمها الأسلامي، بل ودول العالم المتقد من خلال إعادة بناء جسور العلاقات المتوازنة القائمة علي المصالح المتبادلة والأحترام لا التبعية.
- العمل علي حماية حدود مصر الدولية وحقوقها التاريخية في مواردها المائية وثرواتها الطبيعية وتعظيم العائد والقيمة المضافة من عرق شعبها.
- العمل علي تحقيق العدل الأجتماعي والكرامة الأنسانية لجميع المواطنين بأختلاف أتجاهاتهم وأفكارهم.
- التأكيد علي مبدأ الحريات الفردية والعامة كأساس لأي دولة تسعي للتقدم والنهوض.
- العمل علي النهوض بمجال البحث العلمي والتكنولوجيا باعتباره قضية أمة وشعب.

## وصلات خارجية
- الموقع الرسمي